# 二宮博彦
二宮 博彦（にのみや ひろひこ、10月 - ）は、日本の漫画家。
建設会社での図面作成などの勤務を経て、望月あきら、永井豪、石川賢らのアシスタントを務め、独立した後の1987年に『コミックボンボン』（講談社）にてデビュー。ギャグ漫画からシリアス漫画まで作品の幅は広く、歴史物の原作『人斬り以蔵綺譚』(マンガ石川賢)など有り。1980年代より仙台、東京、名古屋などの専門学校でマンガ、ノベル、イラスト科などの講師も兼任。

## 主な連載漫画作品
- ガバチョン笑劇場（コミックボンボン、講談社）
- 喝とび飛介（中古車情報、内外出版社）
- おまかせBATTEN8号（中古車情報、内外出版社）
- ZuiZuiずっころばし（日刊毎日新聞連載の相撲漫画）
- 極楽商事（プレイコミック、秋田書店）
- ぬるま湯工務店（プレイコミック、秋田書店）
- ドンマイあほう鳥（Mr.ゴルフ、双葉社）
- まるまるサンカク（Mr.ゴルフ、双葉社）
- 公務インONE（Mr.ゴルフ、双葉社）
- 井戸端ギャラリー（夕刊フジ）
- さえないサエテル君（まんがタイム、芳文社）
- ウララの笑って許せ（漫画大衆、双葉社）
- 快走まげリーマン卓ちゃん（漫画大衆、双葉社）
- 警察雑誌『BAN』

## その他、作品発表出版社
- KOEI ゲーム攻略本
- リクルート
- フジテレビ『なるほどザ・ワールド』イラスト
- 産経新聞
- 朝日ソノラマ
- タツミ出版
- 扶桑社
- デアゴスティーニ出版
- 預金保険機構（「まんがでみる預金保険制度」の漫画制作）